# Oberamt Möckmühl

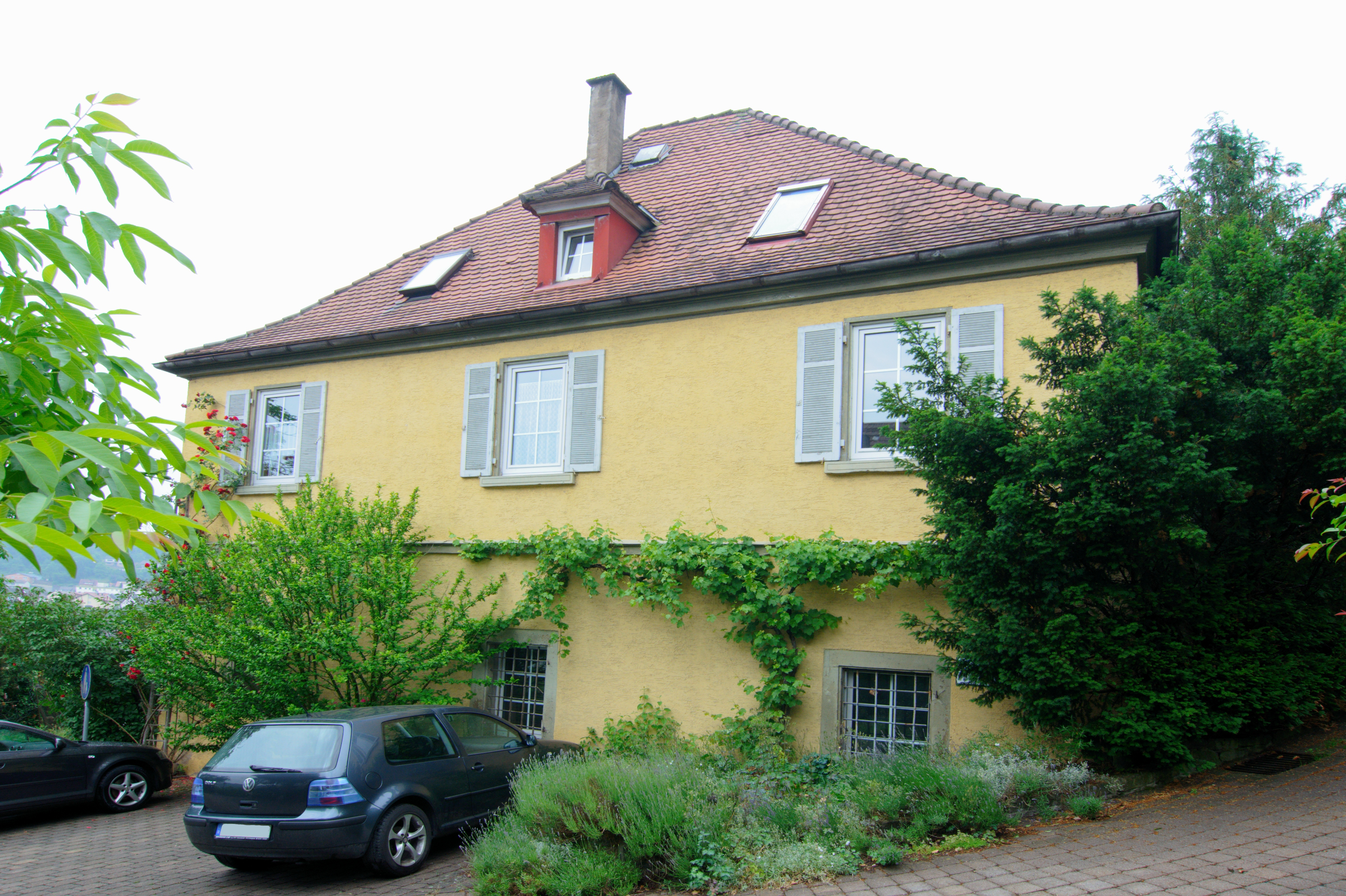
Ehemaliges Oberamtsgebäude in Möckmühl

Das Oberamt Möckmühl war ein württembergisches Oberamt mit Sitz in Möckmühl. Es wurde im 16. Jahrhundert eingerichtet, als Möckmühl zu Württemberg kam, und im Jahr 1808 aufgelöst.

## Geschichte
Möckmühl war bereits im späten Mittelalter Sitz von Amtmännern der jeweiligen Landesherren. Nach dem Tod Albrechts von Hohenlohe 1338 wurde Burkart Sturmfeder zum würzburgischen Amtmann bestellt. Aus pfälzischer Zeit im 15. Jahrhundert ist der Name des Amtmanns Ulrich von Rosenberg überliefert. Auch nachdem Möckmühl 1504 an Württemberg gekommen war, blieb es Amtsstadt. Zum Amtsbezirk zählten außer Möckmühl selbst noch die Orte Roigheim, Bittelbronn, Reichertshausen, Siglingen, Kreßbach und Lampoldshausen sowie der württembergische Anteil an Widdern. Bis zum Dreißigjährigen Krieg wurde die Stelle des Amtmanns mit Angehörigen des niederen Adels besetzt. Bekannte Amtmänner des 16. Jahrhunderts waren Götz von Berlichingen 1518/19, Wolf von Vellberg nach 1525, der Kontakte zum Raubritter Thomas von Absberg hatte, Christoph Landschad von Steinach († 1587), dessen Wappen sich in der Möckmühler Friedhofskapelle erhalten hat, sowie Götz von Berlichingens Enkel Hans Reinhard von Berlichingen, im Amt von 1587 bis 1595. Nach dem Dreißigjährigen Krieg wurde das Amt meist mit Bürgerlichen besetzt. Ab 1649 war die Linie Württemberg-Neuenstadt mit den Einkünften des Amtes Möckmühl begünstigt, während die Steuern weiterhin nach Stuttgart abgeführt werden mussten. Aus jener Zeit haben sich zahlreiche Beschwerden des Amts Möckmühl beim Landtag über unmäßige Holzlieferungen nach Neuenstadt am Kocher erhalten.
Im Zuge der Neuordnung von Württemberg nach den napoleonischen Kriegen wurde das Oberamt Möckmühl 1808 aufgelöst und als Unteramt dem Oberamt Schöntal zugeschlagen. Das Unteramt verlor den Anteil an Widdern, stand aber außer den bisherigen Orten auch noch den Kochertal-Orten Sindringen, Ohrnberg und Möglingen sowie Korb, Hagenbach und Dippach vor. 1810 kam das Unteramt Möckmühl zum Oberamt Neckarsulm, wobei die Kochertal-Orte wieder aus dem Unteramtsbezirk herausgelöst wurden, dafür aber Olnhausen und Jagsthausen hinzukamen. Der Amtsbezirk Möckmühl kam mit dem seit 1934 Kreis Neckarsulm genannten früheren Oberamtsbezirk Neckarsulm 1938 zum Landkreis Heilbronn.